# 霍頓 (明尼蘇達州)
霍頓（英語：Horton）是位於美國明尼蘇達州哈伯德縣的一個非建制地區。

## 歷史
霍頓得名自伐木工人愛德華·H·霍頓（Edward H. Horton）。

## 地理
霍頓所處的海拔為高於海平面431米（即1414英呎），而該地所採用的時區為UTC-6，即北美中部時區（CST）。同時該地設有夏令時間，為UTC-6調快一小時，即UTC-5（CDT）。